# Berthold Reissig
Berthold Paul Heinrich Wilhelm Reissig, auch Berthold Reißig bzw. Bertold Reissig (* 25. November 1877 in Hamburg; † 28. April 1960 in Berlin), war ein deutscher Schauspieler am Theater und beim Film.

## Leben
Reissig, ein Sohn des Zigarrenfabrikanten Carl Reissig und seiner Frau Johanna, geb. Junge, hatte seit der Jahrhundertwende Theater gespielt und war vor allem an Berliner Bühnen (u. a. dem Theater in der Behrenstraße) aktiv, trat aber auch an anderen Spielstätten wie dem Schauspielhaus Düsseldorf auf. Ab 1918 bis zum Erreichen seines 60. Geburtstags wirkte der Hamburger auch in zahlreichen Filmen mit. Reissig starb 1960 in Berlin-Zehlendorf.

## Filmografie
- 1918: Madame d’Ora
- 1918: Der Weltspiegel
- 1918: Mazeppa, der Volksheld der Ukraine
- 1918: Mr. Wu
- 1918: Wenns Landlüfterl weht
- 1918: Die tolle Heirat von Laló
- 1919: Die Herrenschneiderin
- 1919: Der Terministenklub
- 1922: Aus den Erinnerungen eines Frauenarztes, 1. Teil: Fliehende Schatten
- 1922: Aus den Erinnerungen eines Frauenarztes, 2. Teil: Lüge und Wahrheit
- 1926: Menschen untereinander
- 1926: Schwester Veronika
- 1927: Die glühende Gasse
- 1927: Der Katzensteg
- 1928: Der alte Fritz, 1. Teil: Friede
- 1928: Der alte Fritz, 2. Teil: Ausklang
- 1930: Zweierlei Moral
- 1931: Chauffeur Antoinette
- 1931: Der Herr Finanzdirektor
- 1931: Kitty schwindelt sich ins Glück
- 1931: M
- 1932: Der schwarze Husar
- 1934: Prinzessin Turandot
- 1935: Der höhere Befehl
- 1935: Lärm um Weidemann
- 1935: Der schüchterne Casanova
- 1936: Durch die Wüste
- 1936: Inkognito
- 1936: Truxa
- 1937: Madame Bovary
- 1937: Revolutionshochzeit